# 1251 Avenue of the Americas
1251 Avenue of the Americas alternativt Exxon Building, Esso Building och Mitsui Building är en skyskrapa som ligger på adressen 1251 Avenue of the Americas/Sixth Avenue på Manhattan i New York, New York i USA. Byggnaden uppfördes 1972 som en kontorsfastighet och ingår i byggnadskomplexet Rockefeller Center. Den är 228,6 meter hög och har 54 våningar.
Ett urval av de företag som är eller varit hyresgäster i skyskrapan är All Nippon Airways, Avon Products, The Bank of Tokyo-Mitsubishi UFJ (MUFG Bank), Berenberg Bank, Development Bank of Japan, DLA Piper, Exxon Corporation, High Road Capital, Itochu, Marvel Entertainment, Mitsui, McGraw Hill Financial, Mitsubishi UFJ Securities, Mizuho Corporate Bank, National Hockey League (NHL), Natixis, Nippon Steel, Sentinel Real Estate, Sidley Austin, Sumitomo Mitsui Trust Holdings, Toshiba och UBS.

## Galleri

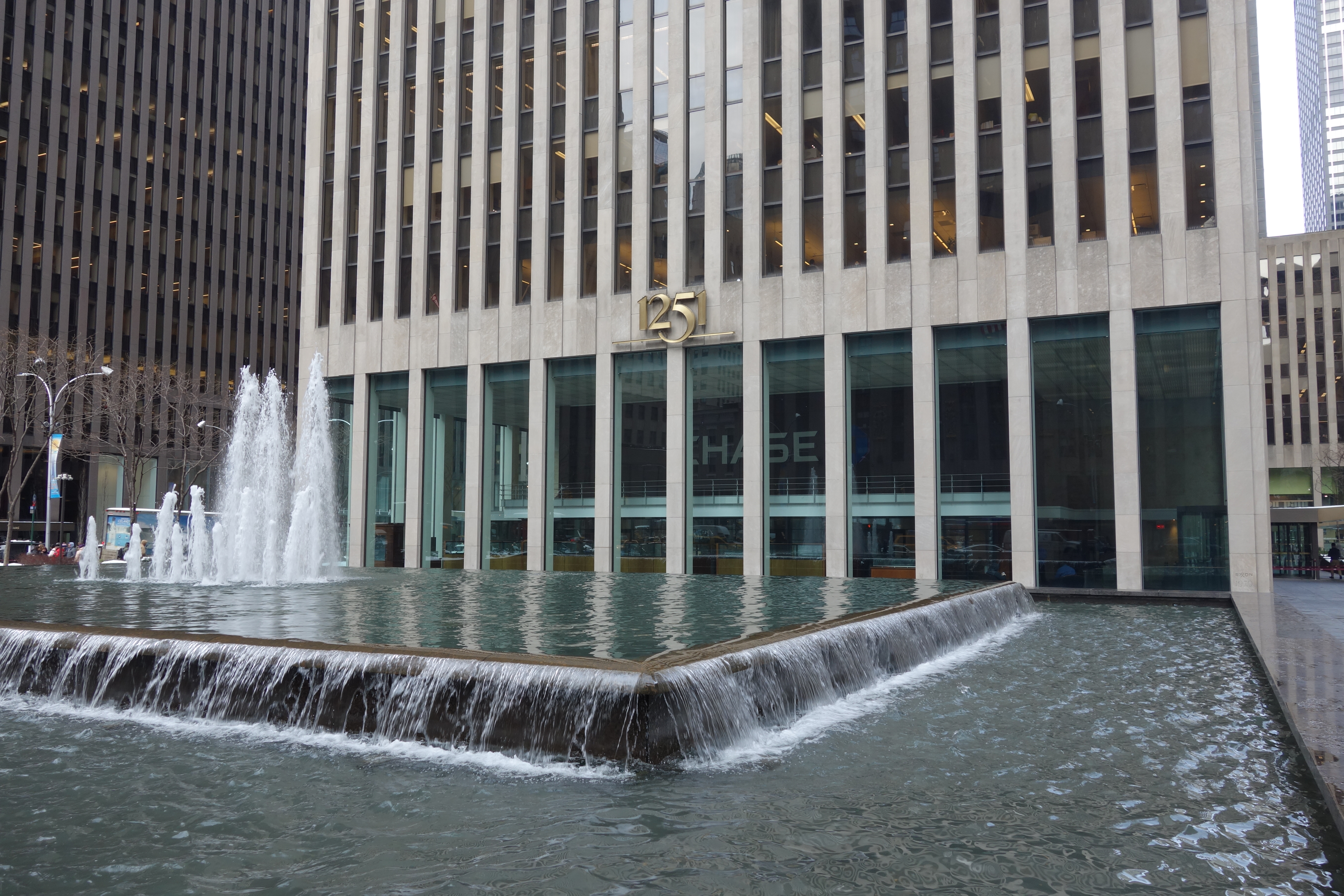
1251 Avenue of the Americas, 2018.
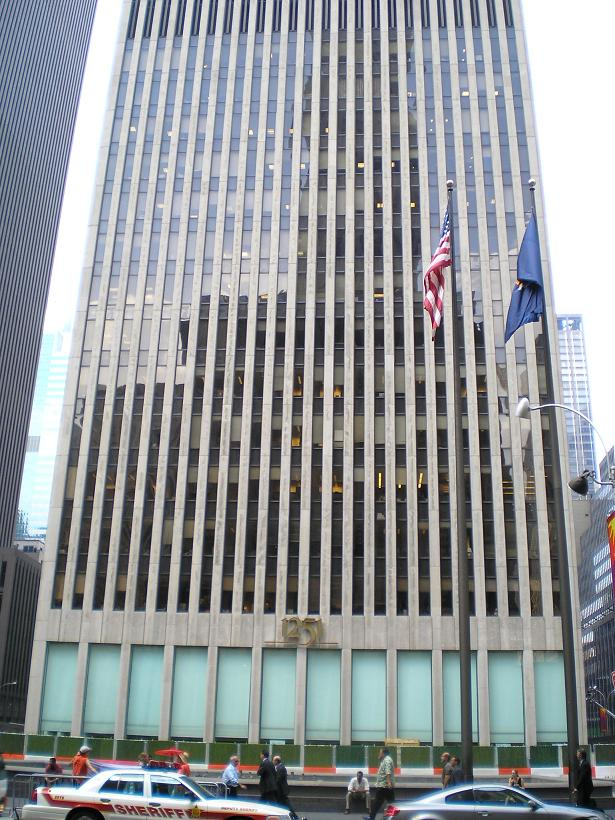
1251 Avenue of the Americas, 2006.
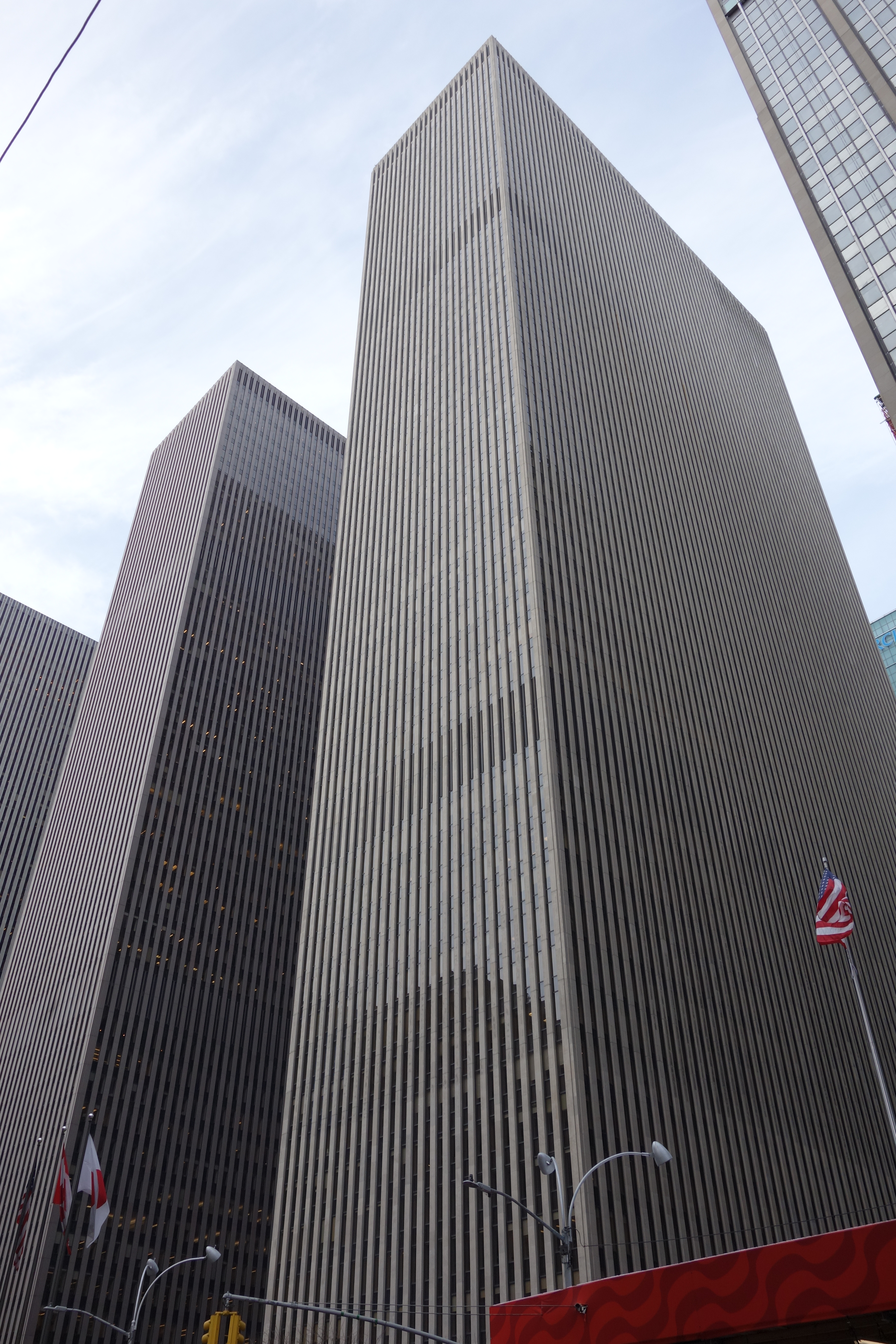
1251 Avenue of the Americas, 2018.